# Santa Rita d'Oeste
Santa Rita d'Oeste é um município brasileiro do estado de São Paulo. A cidade tem uma população de 2.733 habitantes (IBGE/2022) e área de 209,800 km². O município é formado pela sede e pelo distrito de Aparecida do Bonito.

## História
- Fundação: 22 de maio de 1952 (72 anos)

### Formação territorial-administrativa
Histórico da formação do município:
- Distrito criado no município de Santa Fé do Sul pela Lei nº 2.456, de 30/12/1953.
- Município criado pela Lei nº 8.092, de 28/12/1964.

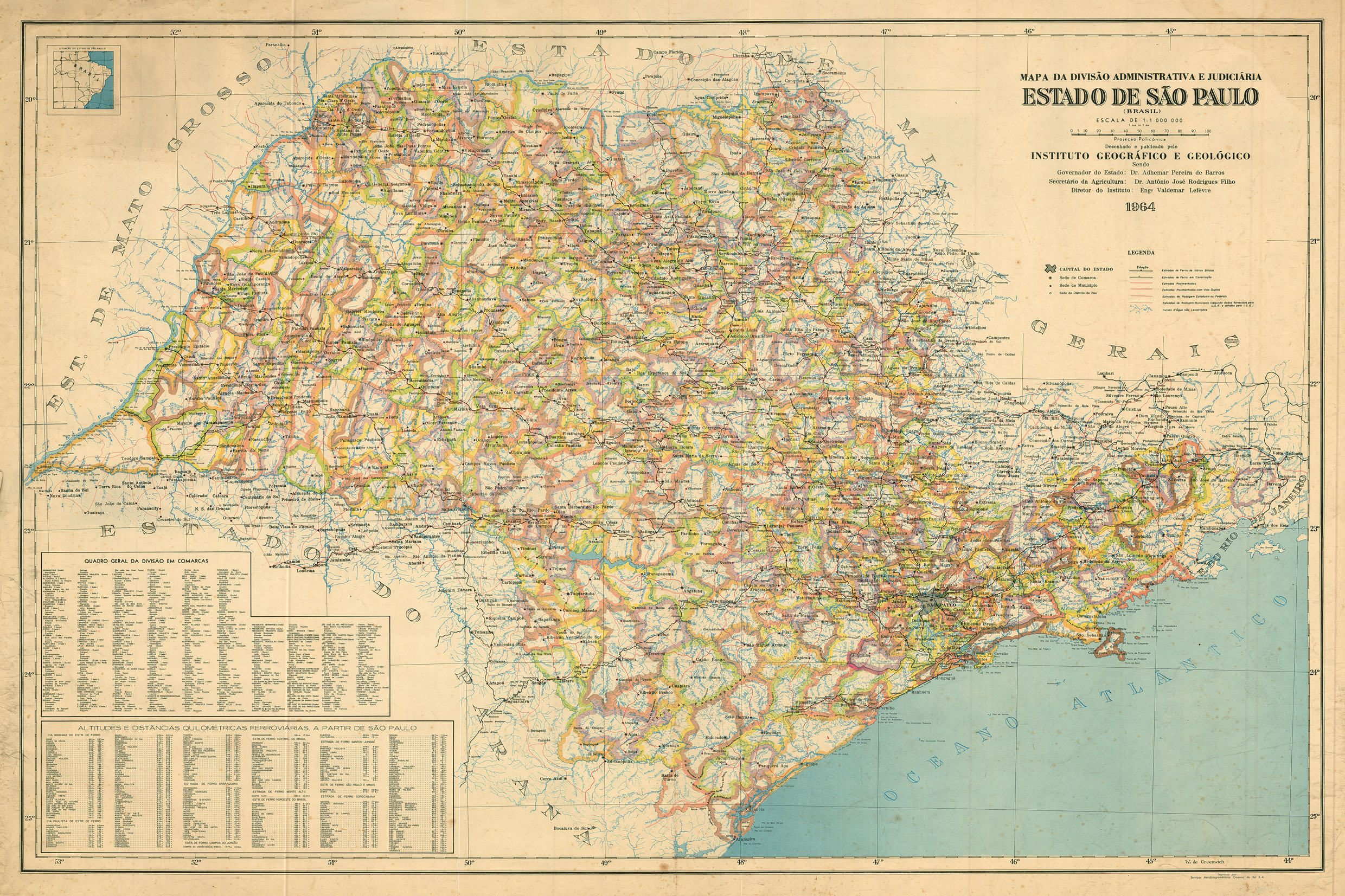
Estado de São Paulo (1964).

## Demografia

### População
| Crescimento populacional                             | Crescimento populacional | Crescimento populacional | Crescimento populacional |
| Ano                                                  | População Total          |                          | %±                       |
| ---------------------------------------------------- | ------------------------ | ------------------------ | ------------------------ |
| 1970                                                 | 6 561                    |                          | —                        |
| 1980                                                 | 4 238                    |                          | −35,4%                   |
| 1991                                                 | 3 487                    |                          | −17,7%                   |
| 2000                                                 | 2 695                    |                          | −22,7%                   |
| 2010                                                 | 2 543                    |                          | −5,6%                    |
| 2022                                                 | 2 733                    |                          | 7,5%                     |
| Est. 2024                                            | 2 790                    | [ 9 ]                    | 2,1%                     |
| Fontes: Censos Demográficos IBGE e Estimativas SEADE |                          |                          |                          |

### Dados demográficos
Dados do Censo - 2010
População total: 2.543
- Urbana: 1.773
- Rural: 770
- Homens: 1.264[13]
- Mulheres: 1.279

Densidade demográfica (hab./km²): 12,10
Dados do Censo - 2000
Mortalidade infantil até 1 ano (por mil): 14,00
Expectativa de vida (anos): 73,24
Taxa de fecundidade (filhos por mulher): 2,29
Taxa de alfabetização: 83,41%
Índice de Desenvolvimento Humano (IDH-M): 0,752
- IDH-M Renda: 0,646
- IDH-M Longevidade: 0,787
- IDH-M Educação: 0,824

(Fonte: IPEADATA)

## Geografia
Localiza-se a uma latitude 20º08'37" sul e a uma longitude 50º49'48" oeste, estando a uma altitude de 400 metros.

## Infraestrutura

### Comunicações
O sistema de telefones automáticos foi inaugurado na cidade pela Companhia de Telecomunicações do Estado de São Paulo (COTESP) em 1974. Já o sistema de discagem direta à distância (DDD) foi implantado em 1988 pela Telecomunicações de São Paulo (TELESP), com o código de área (0176).
Na década de 90 o código DDD da cidade foi alterado para (017), para padronização do sistema telefônico com a telefonia celular que estava sendo implantada em todo o estado.

## Administração
- Prefeito: Osmar Sampaio  (2021/2024)
- Vice-prefeito: Marcos Alves dos Santos* Presidente da câmara: Rui Antonio Miani (2017/2018)

## Religião
O Cristianismo se faz presente na cidade da seguinte forma:

### Igreja Católica
- A igreja faz parte da Diocese de Jales.[18]

### Igrejas Evangélicas
- Assembleia de Deus Ministério do Belém.[19][20]
- Congregação Cristã no Brasil.[21]